# Aage Langeland-Mathiesen

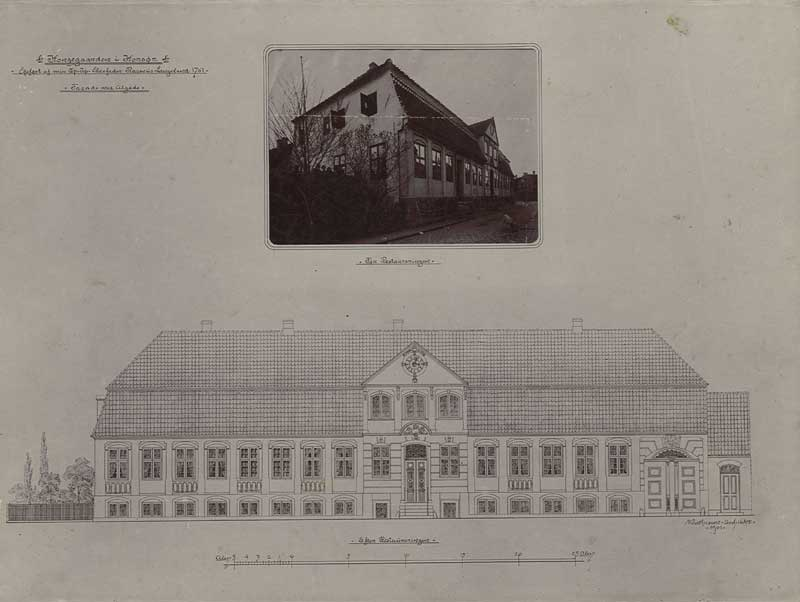
Kongegaarden i Korsør 1901, projekt av Aage Langeland-Mathisen.

Henrik Aage Langeland-Mathiesen, född 22 maj 1868, död 19 juni 1933, var en dansk arkitekt.
Langeland-Mathiesen utförde ett stort antal privatbyggnader samt tillsammans med Ulrik Plesner Studenterforeningens hus och Kvindelig Læseforenings hus och andra byggnader i Köpenhamn. Han utförde även restaureringar, bland annat Kongegaarden i Korsør. Under en följd av år uppmätte Langeland-Mathiesen åt Nationalmuseet i Köpenhamn monument, särskilt kyrkor och befästningsbyggnader, i Danmark, Skåne, Halland och Blekinge, bland annat Malmöhus.